# Дудхсагар
Дудхсагар (англ. Dudhsagar) — один из самых больших и известных водопадов Индии. Расположен в штате Гоа, высота 310 метров. Популярный туристический объект. С языка конкани название переводится как «молочное море» или «молочный океан».
Находится на реке Мандови и состоит из четырёх каскадов. Общая высота водопада составляет 310 метров, средняя ширина около 30 метров. Расположен в Западных Гатах на территории национального парка Моллем. Окружён тропическим широколиственными лесами с богатым биоразнообразием. В сухой сезон водопад становится значительно меньше, в сезон дождей расход воды его возрастает. Над центральной частью водопада проходит железная дорога.

## Галерея

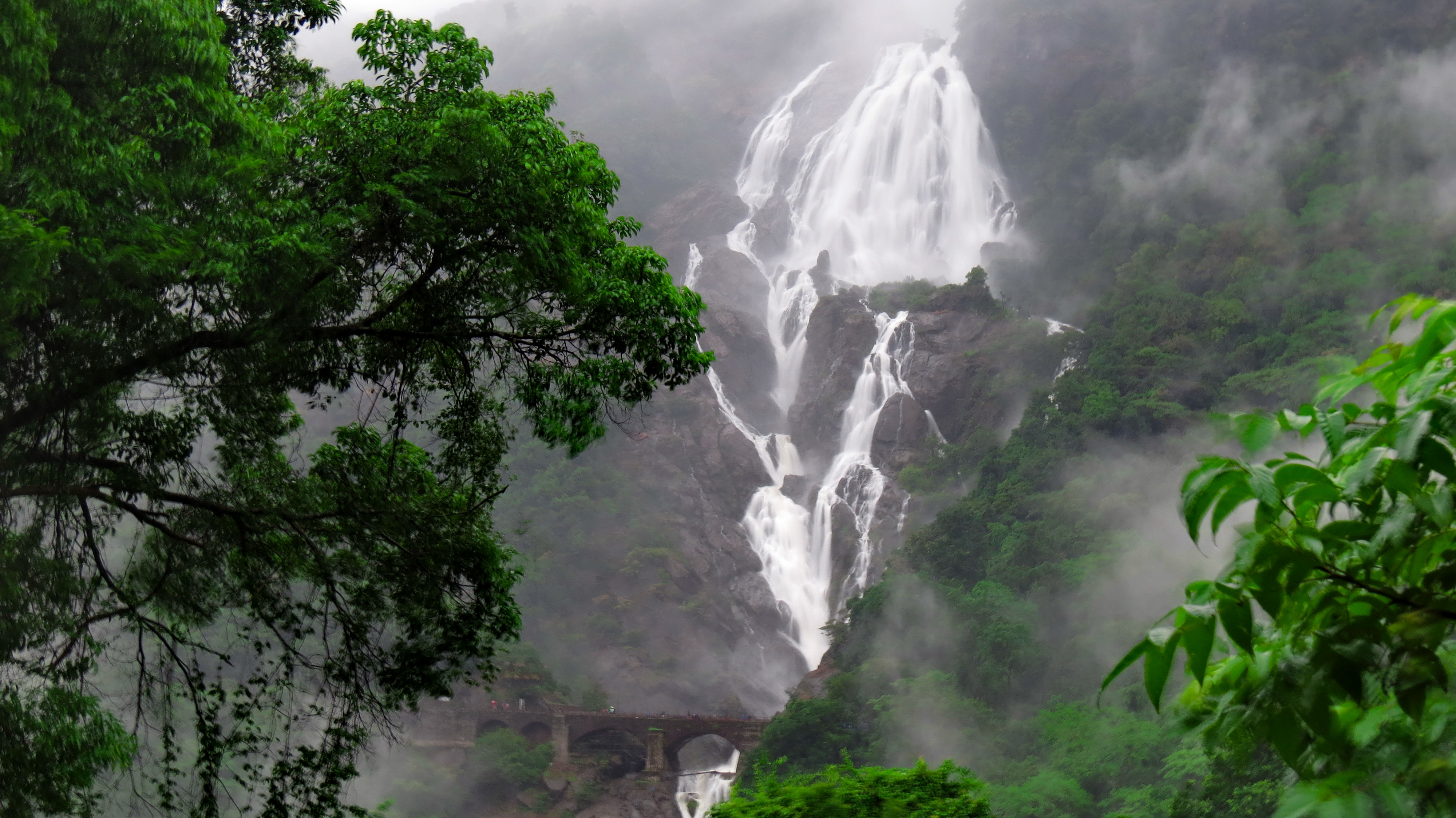
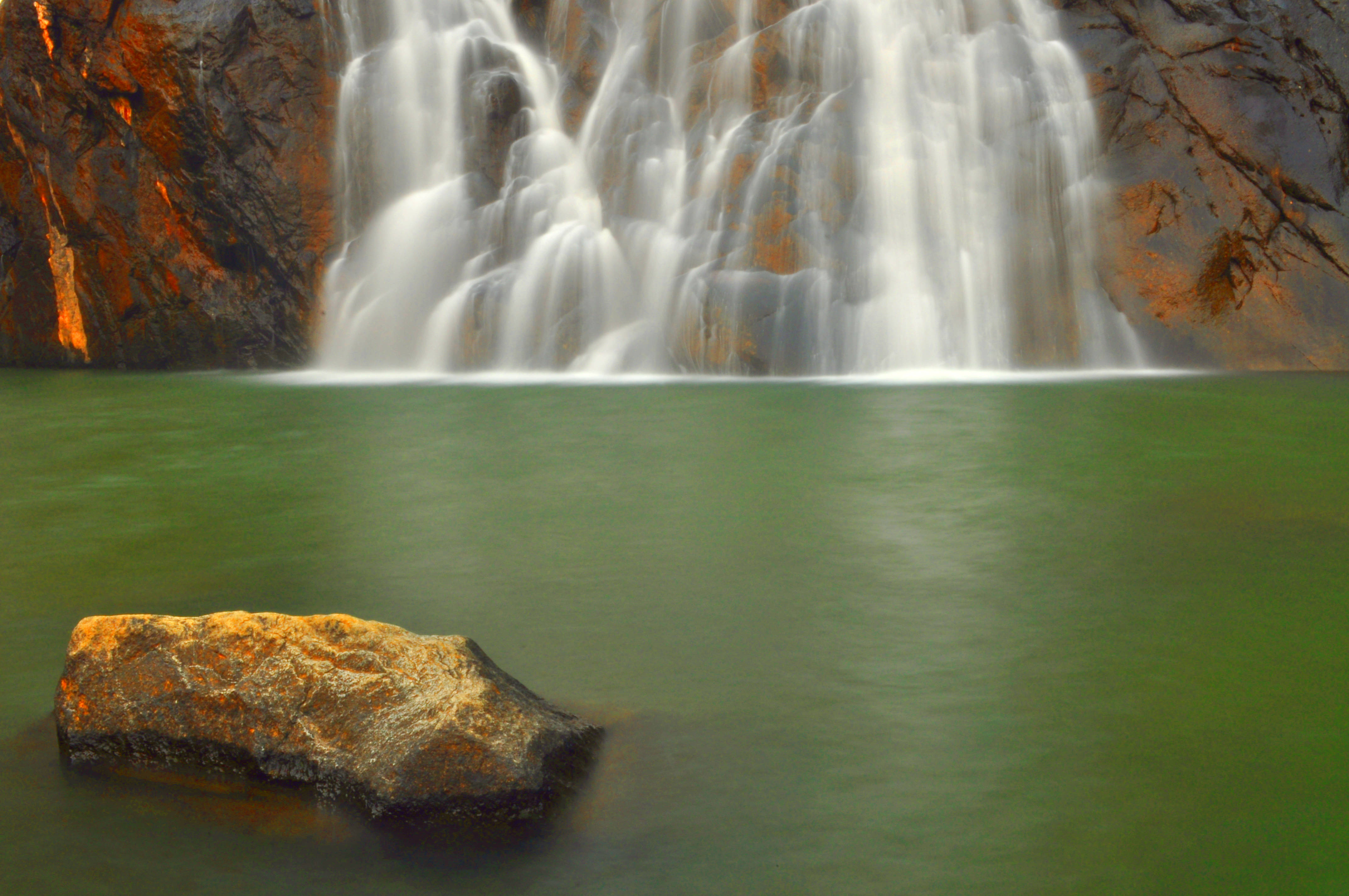
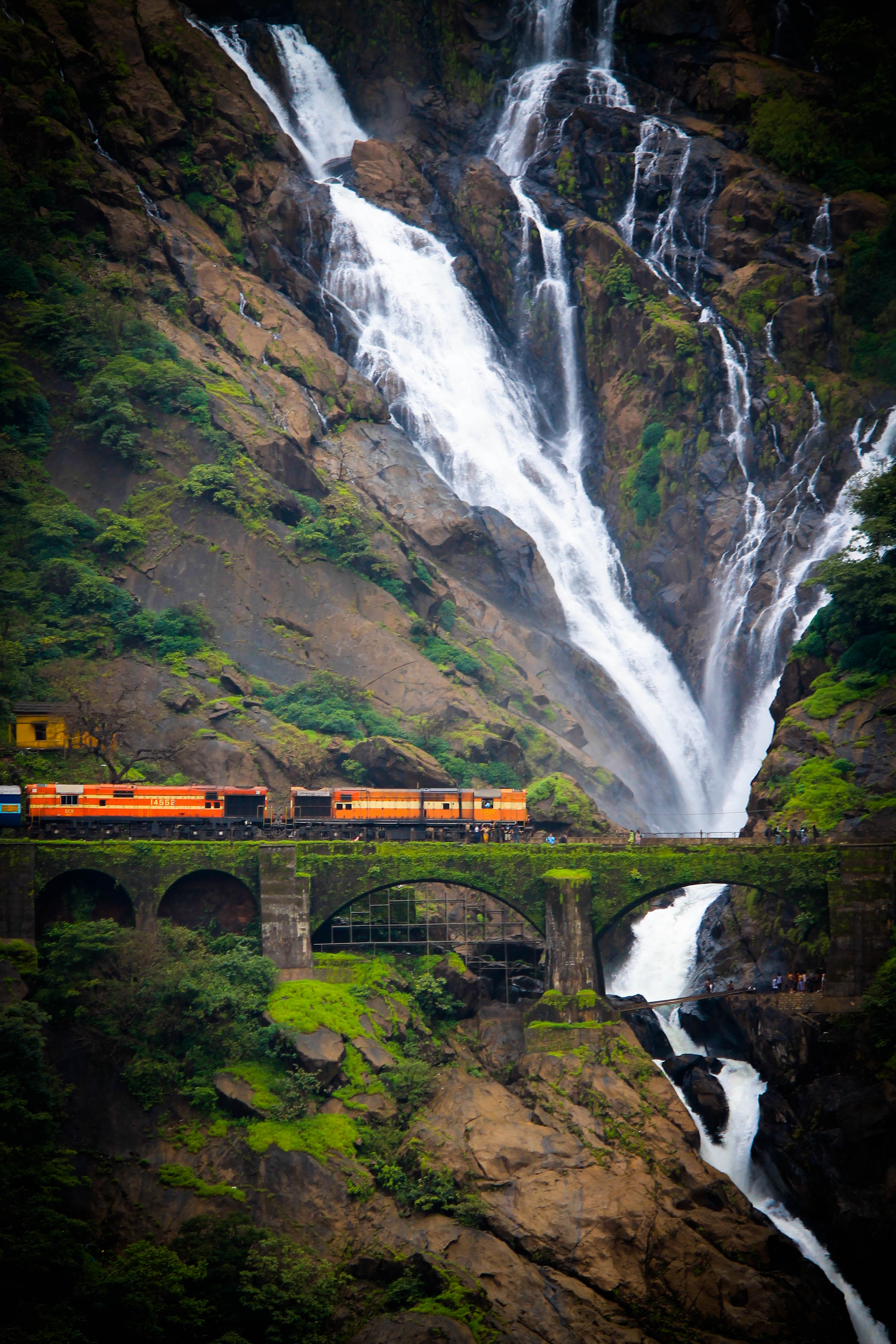